# موصل فائق في درجة حرارة الغرفة
الموصل الفائق في درجة حرارة الغرفة هو مادة قادرة على إظهار الموصلية الفائقة في درجات حرارة تشغيل أعلى من 0 درجة مئوية (273 كلفن، 32 درجة فهرنهايت)، أي درجات الحرارة التي يمكن الوصول إليها والحفاظ عليها بسهولة في بيئة يومية. اعتبارًا من عام 2020، فإن المادة ذات أعلى درجة حرارة مقبولة للموصلية الفائقة هي هيدريد الكبريت الكربوني المضغوط للغاية مع درجة حرارة انتقال حرجة تبلغ + 15 درجة مئوية عند 267 جيجا باسكال.
عند الضغط الجوي، لا يزال سجل درجة الحرارة محتفظًا به بواسطة النحاسات، والتي أظهرت موصلية فائقة في درجات حرارة تصل إلى 138 كلفن (−135 درجة مئوية).
على الرغم من أن الباحثين شككوا ذات مرة فيما إذا كانت الموصلية الفائقة في درجة حرارة الغرفة قابلة للتحقيق بالفعل، تم اكتشاف الموصلية الفائقة بشكل متكرر في درجات حرارة كانت غير متوقعة سابقًا أو كانت مستحيلة.
تعود ادعاءات التأثيرات العابرة "لدرجة حرارة الغرفة القريبة" إلى أوائل الخمسينيات من القرن الماضي. العثور على موصل فائق في درجة حرارة الغرفة "سيكون له أهمية تكنولوجية هائلة، على سبيل المثال، يساعد في حل مشاكل الطاقة في العالم، وتوفير أجهزة حاسوب أسرع، والسماح بأجهزة تخزين ذاكرة جديدة، وتمكين أجهزة الاستشعار فائقة الحساسية، من بين العديد من الاحتمالات الأخرى.